# Baysunghur I

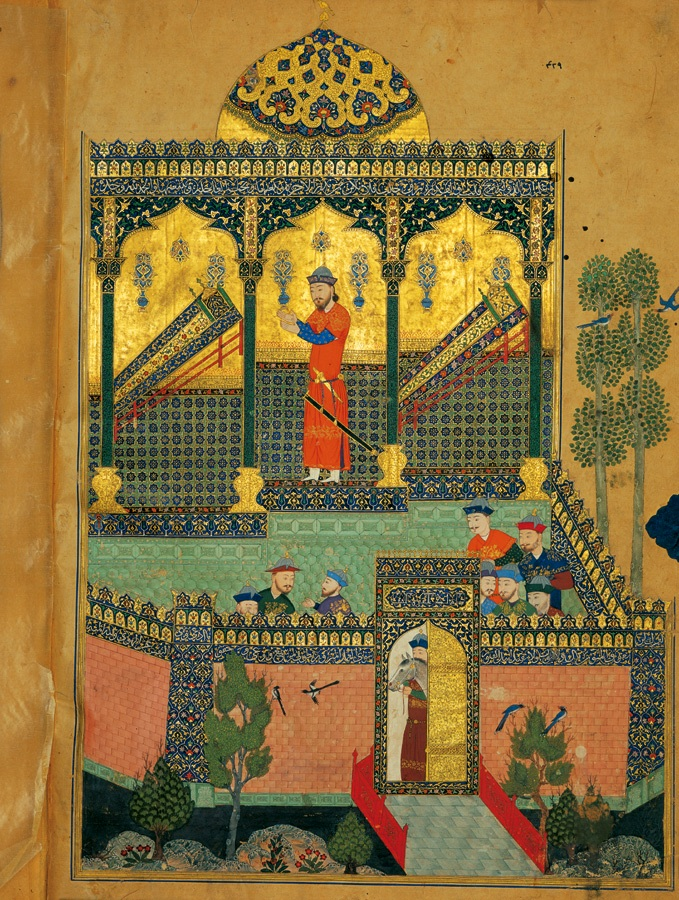
Escena del Baysonghor Shahnameh, un Shahnameh encargado por Baysonqor, 1430

Gīāṭ al-dīn Bāysonḡor, comúnmente conocido como Baysonqor o Baysunghur, Baysonghor o (incorrectamente) como Baysunqar, también llamado Sultán Bāysonḡor Bahādor Khan (Herat, 1397 - palacio Bāḡ-e Safīd cerca de Herat, 1433) fue un príncipe de la casa de Timurida. Era conocido como un mecenas de las artes y la arquitectura, el principal mecenas de la miniatura persa, encargó el Bayasanghori Shâhnâmeh y otras obras, además de ser un destacado calígrafo.
Bāysonḡor era un hijo de Shahruj, el gobernante de Persia y Transoxania, y la esposa más prominente de Shahrukh, Goharshad.
En opinión de los historiadores modernos, Bāysonḡor era en realidad un mejor estadista que su hermano mayor más famoso, Ulugh Beg, que heredó el trono de Shahrukh, pero que «debe haber envidiado a su hermano menor, Baisunghur, a quien su padre nunca asignó mayores responsabilidades, que le permitieron construir sus elegantes madrasas en Herat, reunir sus libros antiguos, reunir a sus artistas y beber».
Vivía en Herat como gobernador en 1417. Después de tomar Tabriz, en 1421 trajo a Herat un grupo de artistas y calígrafos de Tabriz, que anteriormente trabajaban para Ahmad Jalayir, para agregar a sus artistas existentes de Shiraz. Se convirtieron en la escuela de artistas más importante de Persia, fusionando los dos estilos.